# Миусская электрическая трамвайная подстанция
Миусская электрическая трамвайная подстанция — здание в Москве (2-я Миусская улица, д. 7, стр. 1). Электрическая подстанция была построена в 1904 году и предназначалась для обслуживания Миусского трамвайного депо (ныне не функционирующего). В настоящее время подстанция является действующей и обеспечивает электричеством трамвайную контактную сеть. Здание Миусской электрической трамвайной подстанции имеет статус выявленного объекта культурного наследия.

## Архитектура
Четырёхэтажное здание с башенкой построено в духе типичной для начала XX века краснокирпичной эклектики. Фасад сохранился практически в первозданном виде. Он украшен декоративными элементами из штукатурки и рустованными пилястрами. На первом этаже первоначально размещались большие окна с кирпичными наличниками, но позднее они были заложены. Первый этаж отделён от второго зубчатым карнизом. Окна второго этажа имеют наличники прямоугольной формы, а окна третьего — арочной.
Внутренняя планировка здания подверглась существенным изменениям. Первый этаж предназначался для машинного цеха, он имеет высокие потолки со сводчатыми перекрытиями. На втором и третьем этажах были вспомогательные помещения и помещения для обслуживающего персонала. Центральный вход расположен в пристройке со стороны двора, построенной несколько позднее в схожем стиле.
На Миусской электрической трамвайной подстанции с 1909 по 1910 год работал монтёром Михаил Иванович Калинин, будущий советский государственный и партийный деятель. Об этом напоминает установленная на фасаде мемориальная доска.